# Hôtel du Grand-Cerf
L'hôtel du Grand-Cerf est un hôtel particulier situé à Caen construit au XVIe siècle. Il est inscrit au titre des monuments historiques.

## Situation
L'ancien hôtel est situé dans une cour au no 10 de la rue Pémagnie, dans le centre-ville ancien de Caen.

## Histoire
Charles et Jacques Saffray, seigneurs de Varaville et d'Épron possèdent un manoir. Il est vendu 2 avril 1591 à Paul des Essarts, seigneur de Montfiquet qui le transforme en auberge du Grand-Cerf, l'édifice étant situé à proximité de la porte Saint-Martin et de la place du marché (place Saint-Sauveur). 
Sa façade sur cour et ses lucarnes du côté de la rue sont inscrits au titre des monuments historiques depuis le 13 avril 1928.
La ville fait l'acquisition de l'hôtel en 1971. Puis en 1999, la Ville et l'ARIM (« association de restauration immobilière ») transforment cet hôtel en onze logements sociaux : sept grands (T3,T4) et quatre petits (T1,T2).

## Architecture
Du côté de la rue, la façade a conservé une fenêtre à croisée de pierre. Le toit est orné de grands animaux sculptés et trois grandes lucarnes à pinacles avec des écussons non blasonnées. Sur la cour, la façade est rythmée par deux tourelles d’époque Louis XIII.

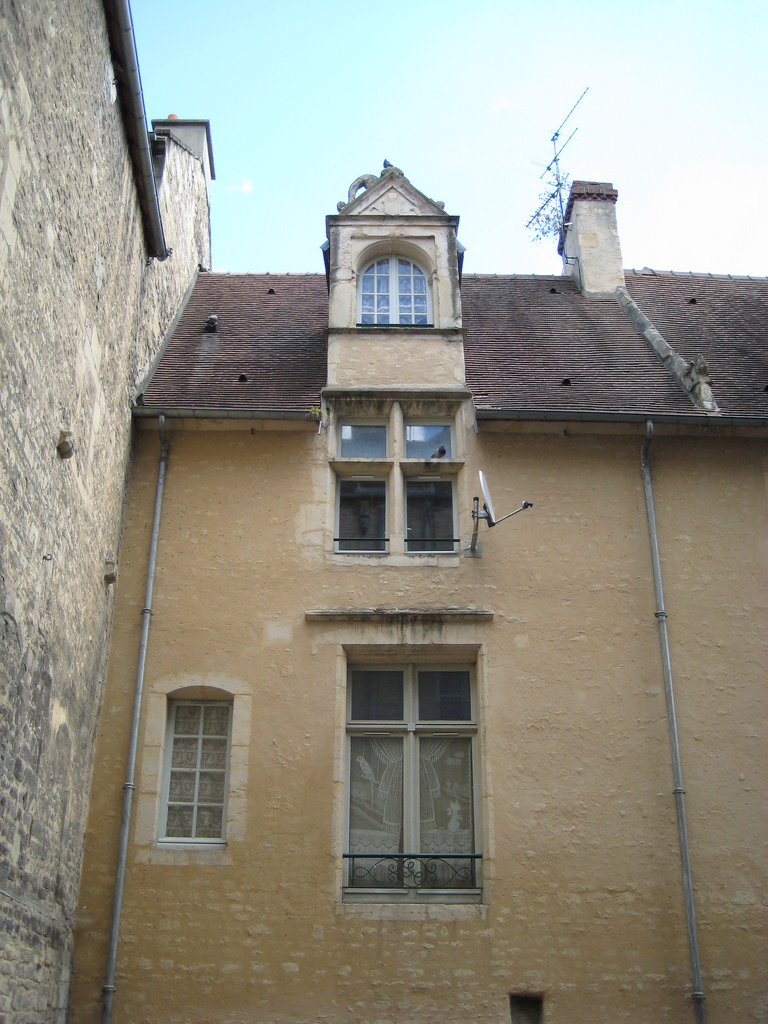
La façade ouest.
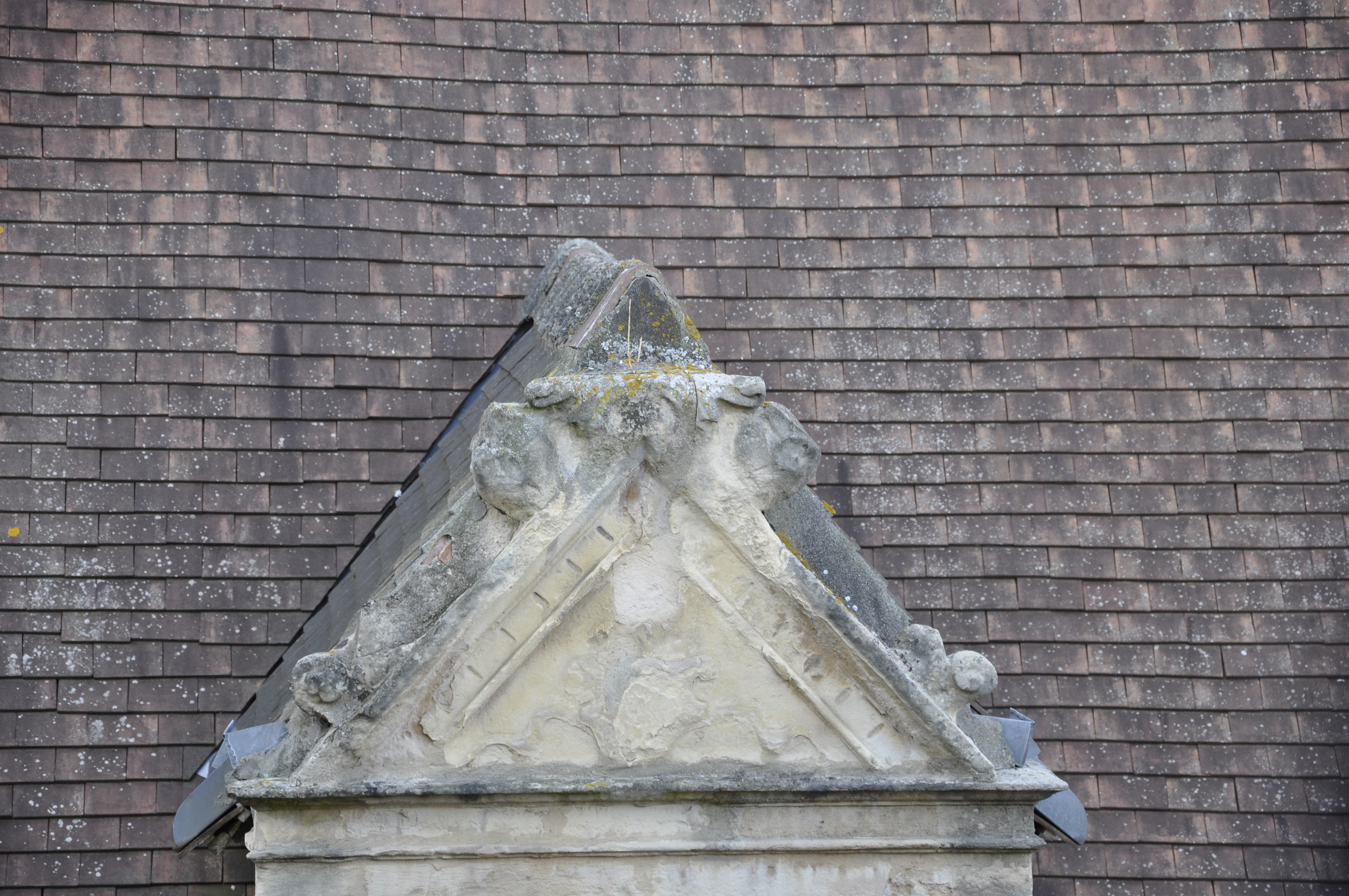
Détail d'une lucarne.